# Seregi László-díj
Seregi László (1929-2012) Kossuth-díjas táncművész, koreográfus. A Seregi László-díjat Seregi László emlékének és munkásságának megőrzése és továbbhagyományozása érdekében, a művész gyermekei és két táncművész, Kollár Eszter és Bán Teodóra kezdeményezésére a Magyar Állami Operaház alapította 2012-ben, az aktív koreográfus-generáció tehetséges alkotóinak elismerésére. 
A díjat minden évben a legrátermettebb, maradandó tartalmat és művészi értéket teremtő, egyéni stílust képviselő koreográfusnak ítélik oda, egy hattagú kuratórium javaslata alapján. 
A testület elnöke a díj alapításakor a Operaház mindenkori főigazgatója, tagjai pedig az Operaház mindenkori balett igazgatója, az Operaház balettművészeti főtanácsadója, Kollár Eszter, Bán Teodóra, valamint a Magyar Táncművészek Szövetségének elnöke vagy delegáltja. 
A jelöltek között lehet bármely, az adott évben új koreográfiát készítő, pályájának csúcsán lévő, kiemelkedő teljesítményt nyújtó koreográfus, akit a kuratórium bármely tagja jelöltnek javasol. A díjat évente egy személy kaphatja. A díjjal járó relikvia Krasznai János alkotása, a díjhoz jár a Magyar Állami Operaház felkérésére egy koreográfia megalkotása is a következő évadra. A díjat kezdetben minden év májusában, az operaházi Seregi-hónap utolsó előadása előtt adták át, később a díj változó időpontban, legtöbbször május-június folyamán, illetve néhányszor ősszel került átadásra.

## Díjazottak
| Díjazott neve    | Díj elnyerésének éve |
| ---------------- | -------------------- |
| Lukács András    | 2013                 |
| Juronics Tamás   | 2014                 |
| Jiří Kylián      | 2015                 |
| Mihályi Gábor    | 2016                 |
| Vincze Balázs    | 2017                 |
| Tihanyi Ákos     | 2018                 |
| Velekei László   | 2019                 |
| Venekei Marianna | 2020                 |
|                  | 2021                 |
| Barta Dóra       | 2022                 |
| Pártay Lilla     | 2023                 |
|                  | 2024                 |